# 안나 이스테덴
안나 이스테덴(핀란드어: Anna Easteden, 1976년 11월 29일 ~ )는 핀란드의 배우이다.

## 참여 작품
- 우리 생애 나날들
- 본즈 (드라마)
- 수퍼히어로 서바이벌
- 지미 키멀 라이브!
- 두 남자와 1/2
- TTL 측광